# 카를로스 카르모나
카를로스 에밀리오 카르모나 테요(스페인어: Carlos Emilio Carmona Tello, 1987년 2월 21일 ~ )는 칠레의 전 축구 선수이다.